# Утиное (озеро, Чукотский автономный округ)
Утиное — озеро в России, находится в Чаунском районе Чукотского автономного округа. Расположено на северо-западе острова Айон, в трёх километрах юго-восточнее села Айон. Имеет сток в реку Утатгыр, впадающую в Восточно-Сибирское море. Высота над уровнем моря — 33 м. Объём воды в озере — 270 тысяч м³.
Из озера осуществляется подвоз питьевой воды в село Айон муниципальным предприятием «Чаунское районное коммунальное хозяйство».